# Гавриил (Мельников)
Епи́скоп Гаврии́л (в миру Дени́с Вале́рьевич Ме́льников; род. 15 августа 1974, Воронеж) — архиерей Русской православной церкви, епископ Набережночелнинский и Елабужский. Доктор богословия (2022).

## Биография
Крещён в младенчестве. С 1981 по 1991 год обучался в средней школе № 23 города Воронежа. С 1991 по 1996 год обучался в Воронежском государственном педагогическом университете на физико-математическом отделении (окончил 4 курса).
С 1996 по 2001 год учился в Воронежской духовной семинарии (с 1998 года — заочно). 1 мая 1998 года поступил на послушание в Задонский Богородице-Рождественский монастырь.
15 апреля 2000 года в соборе Сретения Владимирской иконы Божией Матери Задонского Рождество-Богородицкого монастыря наместником обители епископом Задонским Никоном (Васиным) пострижен в рясофор с наречением имени Варсонофий в честь святителя Варсонофия, епископа Тверского. 24 апреля 2003 года там же тем же иерархом был пострижен в мантию с наречением имени Гавриил в честь мученика Гавриила Белостокского. 28 августа 2003 года там же тем же архиереем рукоположен в сан иеродиакона.
4 марта 2007 года там же епископом Липецким и Елецким Никоном (Васиным) был рукоположен в сан иеромонаха. С 2007 года — клирик Задонского Рождество-Богородицкого монастыря. С 2007 года окормлял школы, техникум, реабилитационный центр «Большая медведица» для детей, попавших в трудную жизненную ситуацию в Задонске.
В 2006 году поступил на богословское отделение Санкт-Петербургскую духовную академию, которую окончил экстерном в 2009 году. 4 июня 2009 года защитил диссертацию «Образы свидетельства Христовой Истины в Советский период истории России» (научный руководитель: протоиерей Александр Ранне) на соискание учёной степени кандидата богословия. В то же время, с 2006 по 2010 год обучался в Русской христианской гуманитарной академии в Санкт-Петербурге, после окончания была присвоена степень бакалавра теологии.
В 2009—2010 годы временно исполнял обязанности настоятеля храма Рождества Христова села Верхнее Казачье Задонского района Липецкой области.
С 2011 года — главный редактор сайта Задонского мужского монастыря. С 2014 года — старший преподаватель кафедры философии, политологии и теологии Липецкого государственного педагогического университета имени П. П. Семёнова-Тян-Шанского, исполнительный директор оргкомитета Задонских образовательных Свято-Тихоновских чтений с международным участием.
С 2016 по 2018 год там же продолжил свое обучение в Русской христианской гуманитарной академии, которую окончил со степенью магистра теологии. С 2016 по 2020 год обучался в Общецерковной аспирантуре и докторантуре имени святых равноапостольных Кирилла и Мефодия.
С 2017 года — куратор специальности «Теология» Липецкого государственного педагогического университета, окормлял прихожан домового храма первоверховных апостолов Петра и Павла при ЛГПУ. В 2018—2021 годы — помощник руководителя курсов повышения квалификации для духовенства на базе Липецкого государственного педагогического университета. С 2020 года — руководитель научной лаборатории на базе монастыря и ЛГПУ по изучению творчества святителя Тихона Задонского. В 2020—2023 года — помощник руководителя курсов базовой подготовки в области богословия для монашествующих Липецкой митрополии.
21 января 2022 года решением Общецерковного докторского диссертационного совета за сочинение «Труд святителя Тихона Задонского „Об истинном христианстве“ и его западный источник: проблематика, рецепция, интерпретация» (научный консультант — декан богословского факультета ПСТГУ, доктор богословия, кандидат теологии протоиерей Павел Хондзинский) присвоена степень доктора богословия.
С 2022 года — помощник благочинного Задонского Рождество-Богородицкого монастыря. С 2024 года — руководитель telegram-канала Задонского Рождество-Богородицкого монастыря.

### Архиерейство
25 июля 2024 года решением Священного синода РПЦ избран во епископа на новообразованную Набережночелнинскую епархию.
31 июля 2024 года в кафедральном соборе Рождества Христова в Липецке митрополитом Липецким и Задонским Арсением (Епифановым) был возведен в сан архимандрита.
18 августа 2024 года в Тронном зале Храма Христа Спасителя города Москвы был наречён во во епископа Набережночелнинского и Елабужского.
1 сентября 2024 года в Большом соборе Донского ставропигиального мужского монастыря города Москвы хиротонисан во епископа Набережночелнинского и Елабужского. Хиротонию совершили: патриарх Московский и всея Руси Кирилл, митрополит Воскресенский Григорий (Петров), митрополит Липецкий и Задонский Арсений (Епифанов), митрополит Казанский и Татарстанский Кирилл (Наконечный), митрополит Каширский Феогност (Гузиков), архиепископ Зеленоградский Савва (Тутунов), епископ Чистопольский и Нижнекамский Пахомий (Брусков), епископ Альметьевский и Бугульминский Мефодий (Зайцев), епископ Раменский Алексий (Туриков).

## Публикации
статьи
- Некоторые актуальные аспекты педагогики свт. Тихона Задонского // Православие, образование и воспитание молодежи: Духовные основы взаимодействия: Материалы V Международного форума «Задонские Свято-Тихоновские образовательные чтения». (27-28 ноября 2009 г.; г. Липецк — Задонск). — Липецк, 2010.
- Вечные ценности по творениям святителя Тихона Задонского // «Где сокровище ваше, там будет и сердце ваше»: Материалы VII Международного форума «Задонские Свято-Тихоновские образовательные чтения». (25-26 ноября 2011 г.; г. Липецк — Задонск). — Липецк: Изд-во Липецкой и Елецкой епархии, 2012. — 274 с.
- Некоторые векторы исследования творчества св. Тихона Задонского // «…где Дух Господень, там свобода» (2 Кор. 3:17): Материалы ХI Международного форума «Задонские Свято-Тихоновские образовательные чтения», Липецк — Задонск, 11-12 декабря 2015 года. — Липецк—Задонск: Липецкий государственный педагогический университет имени П. П. Семенова-Тян-Шанского, 2016. — С. 31-32.
- Святитель Тихон Задонский и Православная аскетическая традиция // «Ищите же прежде Царствия Божия и правды Его» (Мф. 6:33) материалы ХII Международного форума «Задонские Свято-Тихоновские образовательные чтения». Липецкий государственный педагогический университет имени П. П. Семенова-Тян-Шанского. 2017. — С. 20-23.
- Забытые рукописи Св. Тихона Задонского (к истории вновь обретенного рукописного фонда) // Актуальные проблемы современности в научном и творческом осмыслении студентов, аспирантов и докторантов сборник научных статей Факультета иностранных языков МАИ (НИУ). — Москва, 2017. — С. 307—319.
- Образ Бога и образ сатаны в человеке согласно текстам Св. Тихона Задонского и Иоганна Арндта // Вестник Русской христианской гуманитарной академии. 2017. — Том 18, вып. 2. — С. 69-82.
- Тайны черновиков Св. Тихона Задонского // Вестник Воронежского государственного университета: Филология, журналистика. — 2017. — № 2. — С. 47-52.
- Забытые рукописи Св. Тихона Задонского (к истории вновь обретенного рукописного фонда) // Христианское чтение. — 2017. — № 3 — С. 39-55.
- Воспитательный аспект сочинений Тихона Задонского и современное образование // Общество: социология, психология, педагогика — 2017. — № 5 — С. 100—105.
- Рукописные архивные тексты религиозного просветителя XVIII в. епископа Тихона Задонского. // Общество: философия, история, культура. 2017. — № 6. — С. 98-103.
- Ранние произведения Св. Тихона Задонского и эволюция его взглядов // Вестник Русской христианской гуманитарной академии. 2018. — Том 19, вып. 1. — С. 63-72.
- Иоганн Арндт и черновики св. Тихона Задонского «О истинном христианстве» // Вестник Воронежского государственного университета. Серия: Филология. Журналистика. — 2018. — № 2. — С. 35—38.
- «Плоть и дух» и ранние произведения Св. Тихона Задонского как основа для его сочинения «Об истинном христианстве» // Христианское чтение. 2018. — № 5. — С. 38-50.
- Тверские уроки святителя Тихона Задонского // Общество: философия, история, культура. — 2018. — № 4. — С. 60—65.
- Становление христианского мировоззрения религиозного писателя И. Арндта (студенческий период) // Общество: философия, история, культура. 2018. — № 9 (53). — С. 39-46.
- Иоганн Арндт в Анхальте (1581—1590 гг.) — мировоззренческий поиск // Общество: философия, история, культура. 2018. — № 11 (55). — С. 68-73.
- Педагогика святителя Тихона Задонского — сотериологический и онтологический подход // «Вестник Русской христианской гуманитарной академии». 2018. — том 19, вып. 4. — С. 20-25.
- Образ жизни — богоуподобление (по трудам св. Тихона Задонского) // Размышляя о скрепах (православный подход) : монография / под общ. ред. С. Г. Зубановой. — М.: ИНФРА-М, 2018. — С. 256—289.
- Некоторые источники идей Св. Тихона Задонского // Материалы XIII Международного форума «Задонские Свято-Тихоновские образовательные чтения» Липецкий государственный педагогический университет имени П. П. Семенова-Тян-Шанского. 2018. — С. 8-9.
- Сочинение Иоганна Арндта как настольная книга святителя Тихона Задонского // Материалы XXVIII Ежегодной богословской конференции ПСТГУ. — М., 2018. — С. 121—125.
- Иоганн Арндт в Кведлинбурге (1590—1599): обретение мистики // Общество: философия, история, культура. 2019. — № 3. — С. 43-48.
- «Духовный регламент» в творчестве свт. Тихона Задонского и становление русского языка // Вестник Воронежского государственного университета. Серия: Филология. Журналистика. 2019. — № 1. — С. 42-46.
- Иоганн Арндт в Брауншвайге (1599—1608): пансофия как истинное христианство // Общество: философия, история, культура. — 2019. — № 5 (61). — С. 41—46.
- Милость и суд в учении святителя Тихона Задонского // Святитель Тихон Задонский и пути развития русского богословия, культуры, образования : Материалы Международной научно-практической конференции, Липецк, 10 декабря 2021 года / Под редакцией протоиерея О. Е. Безруких, Н. В. Стюфляевой. — Липецк: Липецкий государственный педагогический университет имени П. П. Семенова-Тян-Шанского, 2022. — С. 16-24.
- Цели и задачи создания научной лаборатории по изучению наследия святителя Тихона Задонского // Святитель Тихон Задонский и пути развития русского богословия, культуры, образования : Материалы Международной научно-практической конференции, Липецк, 10 декабря 2021 года / Под редакцией протоиерея О. Е. Безруких, Н. В. Стюфляевой. — Липецк: Липецкий государственный педагогический университет имени П. П. Семенова-Тян-Шанского, 2022. — С. 73-76.
- Опыт периодизации и летописания воронежского периода жизни святителя Тихона Задонского // Святитель Тихон Задонский и пути развития русского богословия, культуры, образования : Материалы Международной научно-практической конференции, Липецк, 10 декабря 2021 года / Под редакцией протоиерея О. Е. Безруких, Н. В. Стюфляевой. — Липецк: Липецкий государственный педагогический университет имени П. П. Семенова-Тян-Шанского, 2022. — С. 89-98.
- Евангельский текст в творчестве святителя Тихона Задонского // Гуманитаристика в условиях современной социокультурной трансформации : материалы XI Всероссийской научно-практической конференции, Липецк, 21-22 октября 2022 года. — Липецк: Липецкий государственный педагогический университет имени П. П. Семенова-Тян-Шанского, 2022. — С. 247—250. (соавтор: Латышева А. С.)
- Раскрытие образа святителя Тихона Задонского в богослужебных текстах, посвященных святому // Труды кафедры философии, политологии и теологии : Сборник научных трудов. Выпуск 18. — Липецк : Липецкий государственный педагогический университет имени П. П. Семенова-Тян-Шанского, 2023. — С. 58-62. (соавтор: Латышева А. С.)
  - Раскрытие образа святителя Тихона Задонского в богослужебных текстах, посвященных святому // Наследие святителя Тихона Задонского в междисциплинарных исследованиях: история, проблемы, перспективы : Материалы Всероссийской научно-практической конференции студентов, аспирантов и молодых ученых, Липецк, 15-17 декабря 2022 года / Под редакцией протоиерея О. Е. Безруких, Н. В. Стюфляевой. — Липецк: Липецкий государственный педагогический университет имени П. П. Семенова-Тян-Шанского, 2023. — С. 89-94. (соавтор: Латышева А. С.)

монографии
- Богословие святителя Тихона Задонского и его западный источник : проблематика, рецепция, интерпретация : монография. — Москва : ИНФРА-М, 2023. — 416 с. — ISBN 978-5-16-018302-2. — 1000 экз.

интервью
- Беседа с насельником Рождество-Богородицкого Задонского монастыря - Святитель Тихон отвечает любовью. ruskline.ru. Русская народная линия (17 октября 2012).
- Иеромонах Гавриил (Мельников): «Теология всегда считалась лидером гуманитарного образования». mitropolia-lip.ru. Липецкая митрополия (2017).
- «Он часто видел Божественный свет». monasterium.ru. Монастырский вестник (23 августа 2023).